# Clean
Cleanul (Squalius cephalus, sinonim Leuciscus cephalus) este un pește teleostean dulcicol bentopelagic din familia ciprinidelor, răspândit în apele curgătoare din regiunile colinare și de șes din Europa și Asia Mică. Cleanul preferă râurile mijlocii celor mari, simțindu-se bine în apă limpede și rece, cu un fund nisipos, pietros sau argilos, evită fundurile mâloase. Se întâlnește și în lacuri. Trăiește solitar sau în grupuri mici.
Lungimea obișnuită de 25–30 cm, maximală 90 cm; greutatea obișnuită 200 g, maximală 8 kg. Poate trăi 22 ani. Are corpul alungit, ușor comprimat lateral, gros, aproape cilindric acoperit cu solzi mari, groși, persistenți. Spatele lat, rotunjit. Capul mic, gros și lat, turtit deasupra. Fruntea lată, netedă. Botul subconic. Gura mare cu buze subțiri este dispusă terminal, foarte puțin oblică, cu fălcile de lungime egală. Linia laterală ușor curbată. Înotătoarea dorsală începe puțin în urma inserției înotătoarei ventrale, ea are baza scurtă, marginea trunchiată sau ușor rotunjită. Înotătoarea anală începe în urma înotătoarei dorsale; marginea ei este rotunjită la vârf. Înotătoarea caudală scurtă, ușor excavată; lobul ei inferior ceva mai lung decât cel superior.
Coloritul spatelui este verde închis; operculul, preoperculul și flancurile sunt argintii; partea ventrală, între aripioarele perechi și până la vârful gurii, este albă, fără luciu metalic. Pe marginea posterioară a fiecărui solz este o tivitură din puncte negre. Câteodată, la baza înotătoarei pectorale, se află o pată neagră. Înotătoarele dorsală și caudală sunt cenușiu închise, cu reflexe roșcate.  Înotătoarele pectorale, ventrale și anală sunt portocalii sau roșii. Irisul este galben sau argintiu, cu o pată cafeniu-verzuie deasupra și un punct negru dedesubt.
Este un pește omnivor, foarte vorace. Mănâncă insecte, pești, chiar broaște și șoareci, resturi vegetale, hrănindu-se, în special, noaptea. Vara mănâncă mai mult raci, primăvara, viermi, cărăbuși și alte insecte ce cad în apă, larve de insecte; toamna mănâncă broaște, ce se adună pentru iernat, și pești. Depune icrele pe pietre în aprilie-iunie. Icrele și le depune la adânc, lipindu-le de pietre și plante, acolo unde apa are cursul încet. Cantitatea de icre depuse de o femelă este mare (până la 200.000), ceea ce face ca peștele să fie foarte prolific.
Are valoare economică. Se folosește la sportul cu undița telescopică sau lanseta bolognese folosind momeli naturale in special in sezonul rece.
Cleanul se poate prinde și cu momeli artificiale: voblere, lingurițe rotative și constituie modul sportiv de a pescui acest ciprinid.